# Liste der Kulturdenkmäler in Schönberg (bei Thalfang)
In der Liste der Kulturdenkmäler in Schönberg sind alle Kulturdenkmäler der rheinland-pfälzischen Ortsgemeinde Schönberg aufgeführt. Grundlage ist die Denkmalliste des Landes Rheinland-Pfalz (Stand: 10. August 2023).

## Einzeldenkmäler
| Bezeichnung                       | Lage                        | Baujahr | Beschreibung                                 | Bild                           |
| --------------------------------- | --------------------------- | ------- | -------------------------------------------- | ------------------------------ |
| Katholische Pfarrkirche St. Vitus | Kirchstraße 8 Lage          |         | romanischer Westturm, Saalbau von 1820/21    | weitere Bilder Fotos hochladen |
| Friedhofskreuz                    | Kirchstraße, bei Nr. 8 Lage | 1846    | neugotisches Kirchhofskreuz, bezeichnet 1846 | BW                             |